# Marró
El marró, castany o bru és un color que sorgeix de la barreja de colors complementaris, com ara el vermell i el verd. Com és el color de la terra, es pot obtenir també amb pigments naturals. La paraula "marró" ve del francès on denota un tipus de castanya i el color d'aquesta. En català es considera un dels termes bàsics de color. És el color dels ulls més freqüent en humans.
Es pot considerar un color compost, però principalment és un to més fosc de taronja. En el model de color CMYK utilitzat en la impressió i la pintura, el marró es fa normalment combinant els colors taronja i negre. En el model de color RGB utilitzat per projectar colors a pantalles de televisió i monitors d'ordinador, el marró combina vermell i verd.
El color marró és freqüent a la natura, en elements com la fusta, el sòl, el color del cabell humà, el color dels ulls i la pigmentació de la pell. El marró és el color de la fusta fosca o del sòl ric.
Segons les enquestes d'opinió pública a Europa i als Estats Units, el marró és el color que menys gent escull com a preferit; sovint s'associa amb la senzillesa, la cosa rústica, les femtes i la pobresa, tot i que també té associacions positives com la cocció, la calor, la vida salvatge i la tardor.

## Etimologia
Marró prové del francès marron (castanya). La primera font és del segle xx. Castany prové del color de les clofolles de les castanyes. La primera font és de c. 1370. Bru prové fràncic brun. La primera font és del segle xiv.

## Connotacions del marró

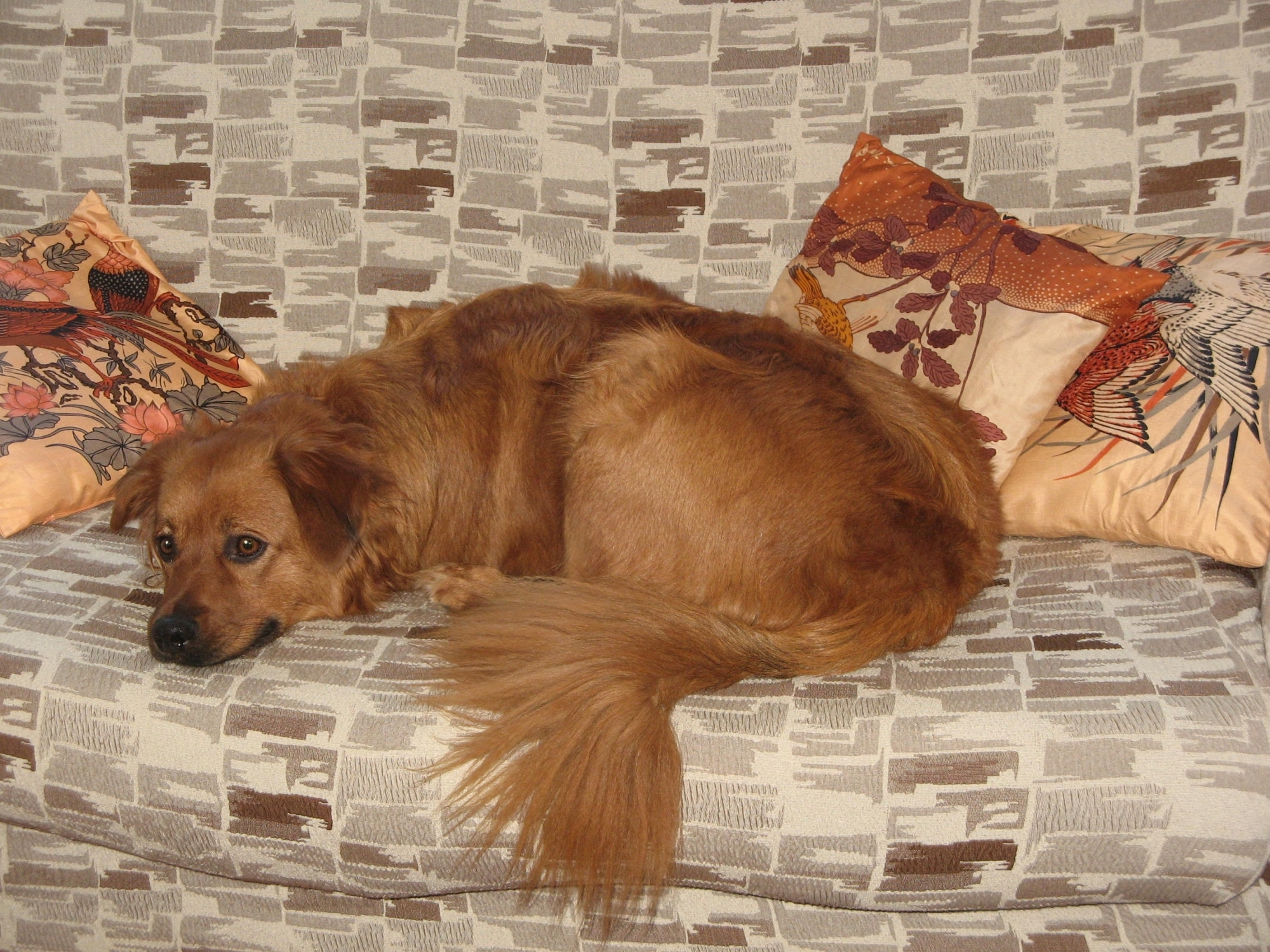
El mon del marró.

- El color de cabells castanys en les dones s'associava a l'aventura o la mare, enfront de les rosses que representaven la parella.
- Col·loquialment, una persona té un marró quan se li presenta un greu problema, normalment causat per un altre
- Representa la terra i la tardor
- És el segon grau de domini del judo i el karate, abans del cinturó negre
- Unit al taronja, s'associa a la festa nord-americana d'Acció de Gràcies
- Com que és el color dels excrements, a vegades té connotacions de brutícia
- És un símbol del nazisme pels uniformes policials del règim.

## Tonalitats del marró
- caoba
- beix
- bronze
- siena
- xocolata
- cafè
- coure
- sèpia
- terracota
- bru

## Història i art

### Història antiga
El marró s'ha utilitzat en l'art des de la prehistòria. Les pintures amb terra d'ombra, un pigment d'argila natural compost per òxid de ferro i òxid de manganès, s'han datat al 40.000 aC. S'han trobat pintures de cavalls marrons i altres animals a les parets de les coves de Lascaux que es remunten a uns 17.300 anys. Les figures femenines de les pintures de les tombes de l'antic Egipte tenen la pell marró, pintada amb terra d'ombra. El bronzejat clar s'utilitzava sovint en àmfores i gerros grecs pintats, ja sigui com a fons per a figures negres o a la inversa.
Els antics grecs i romans van produir una fina tinta de color marró vermellós, d'un color anomenat sèpia, feta a partir de la tinta d'una varietat de sèpides. Aquesta tinta va ser utilitzada per Leonardo da Vinci, Raffaello i altres artistes durant el Renaixement, i per artistes fins a l'actualitat.
A l'antiga Roma, la roba marró s'associava amb les classes baixes o bàrbars. El terme per als plebeus, o pobres urbans, era "pullati", que literalment significava "els vestits de marró".

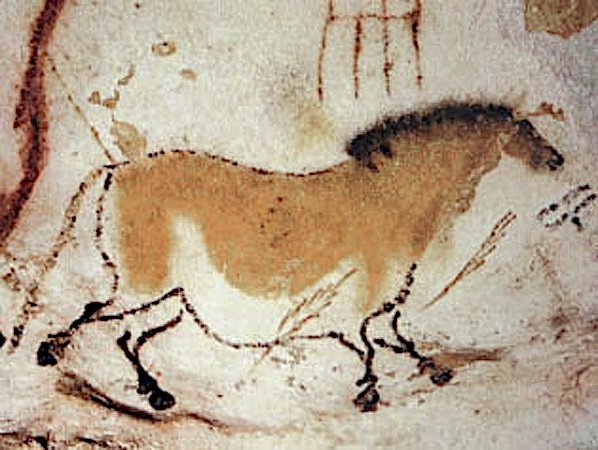
Pintura d'un cavall dun a la paret de les coves de Lascaux a França.
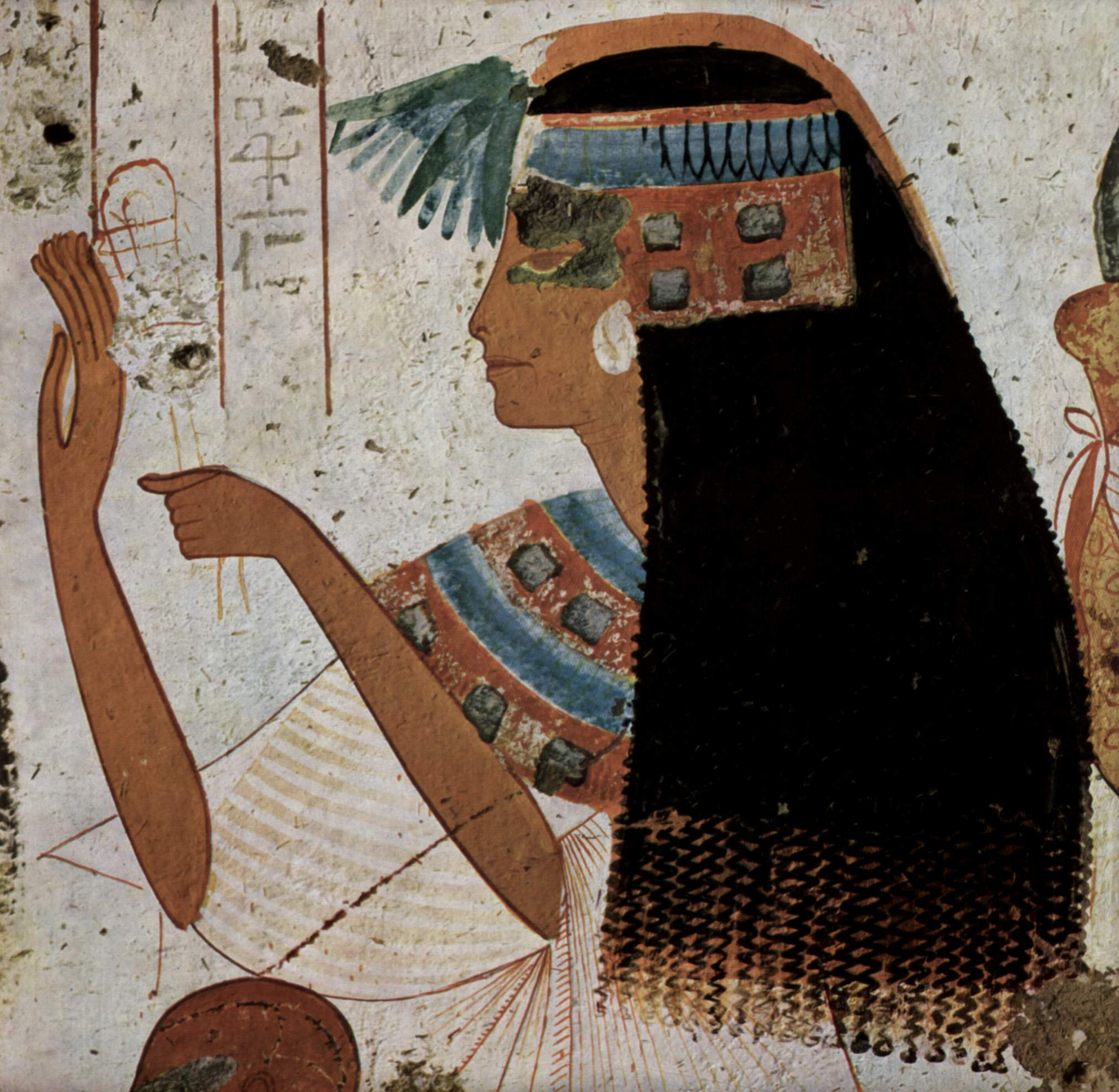
Tomba d'Userhet, 1300 aC. El marró s'utilitzava àmpliament a l'antic Egipte per representar el color de la pell.
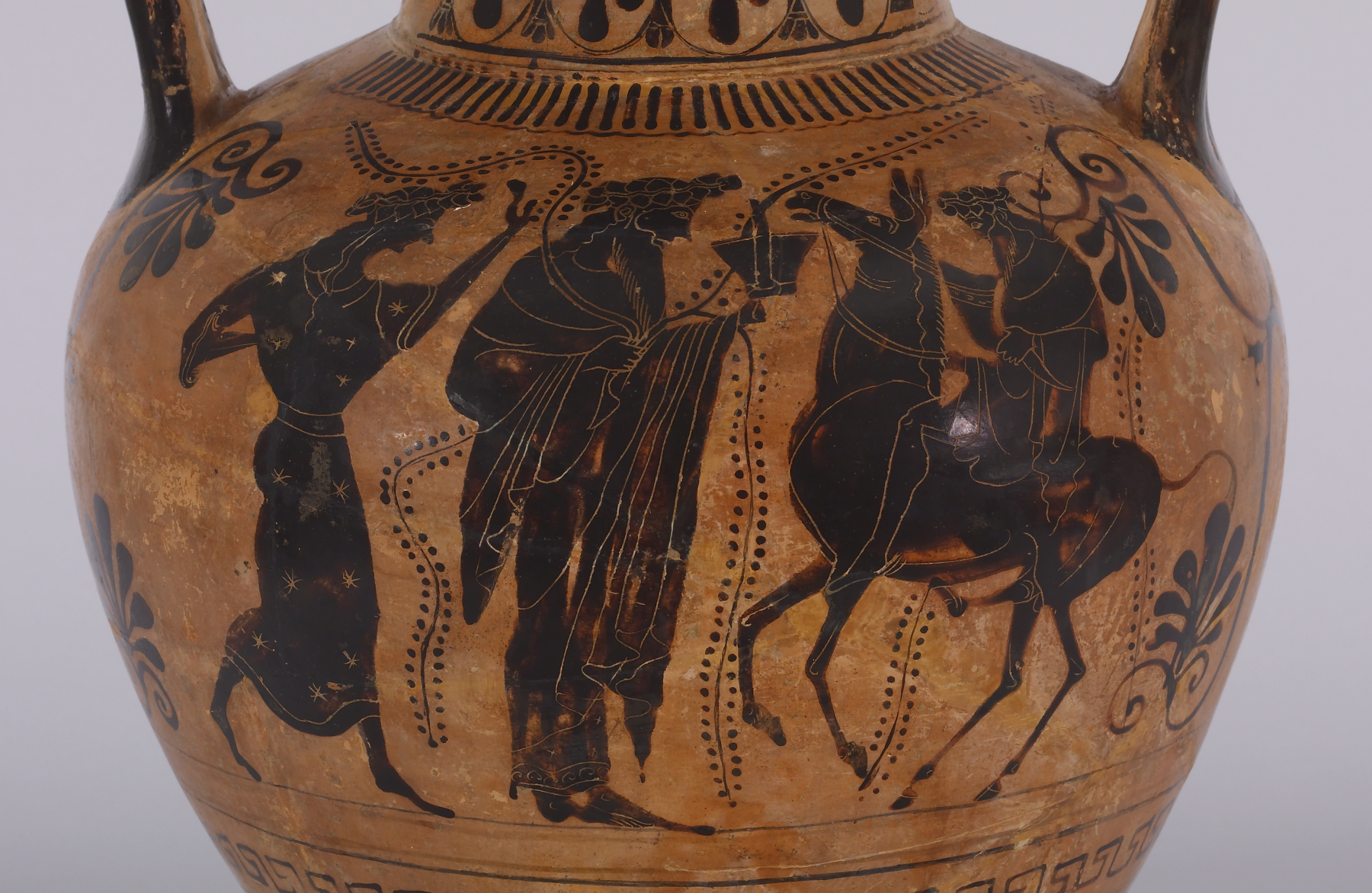
Un fons de terracota marró sobre una àmfora grega amb les figures d'Hèrcules i Apol·lo. (cap al 720 aC).

### Història postclàssica
A l'edat mitjana els monjos de la família franciscana portaven les túniques marrons, com a senyal de la seva humilitat i pobresa. S'esperava que cada classe social portés un color adequat a la seva posició; i el gris i el marró eren els colors dels pobres.
A l'Edat Mitjana, els pigments marrons foscos s'utilitzaven poques vegades en l'art; Els pintors i il·lustradors de llibres, els artistes d'aquella època preferien colors brillants i diferents, com el vermell, el blau i el verd, en lloc dels colors foscos. Les ombres no eren molt utilitzades a Europa abans de finals del segle xv; el pintor i escriptor renaixentista Giorgio Vasari (1511–1574) els va descriure com a força nous en el seu temps.
Els artistes van començar a utilitzar molt més els marrons quan va arribar la pintura a l'oli a finals del segle xv. Durant el Renaixement, els artistes generalment utilitzaven quatre marrons diferents; ombra crua, l'argila marró fosca extreta de la terra al voltant d'Úmbria, a Itàlia; siena crua, terra de color marró vermellós extreta prop de Siena, a la Toscana; l'ombra cremada, l'argila d'Úmbria s'escalfava fins que esdevingué una ombra més fosca, i la siena cremada, s'escalfava fins que es va tornar d'un marró vermellós fosc. Al nord d'Europa, Jan van Eyck presentava marrons terrosos rics als seus retrats per posar en valor els colors més brillants.

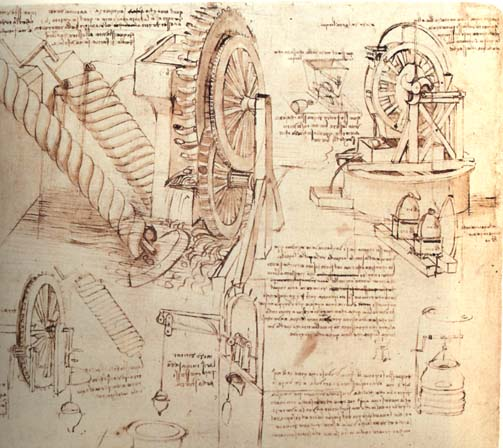
Leonardo da Vinci utilitzava tinta de sèpia per la seva escriptura i dibuix.
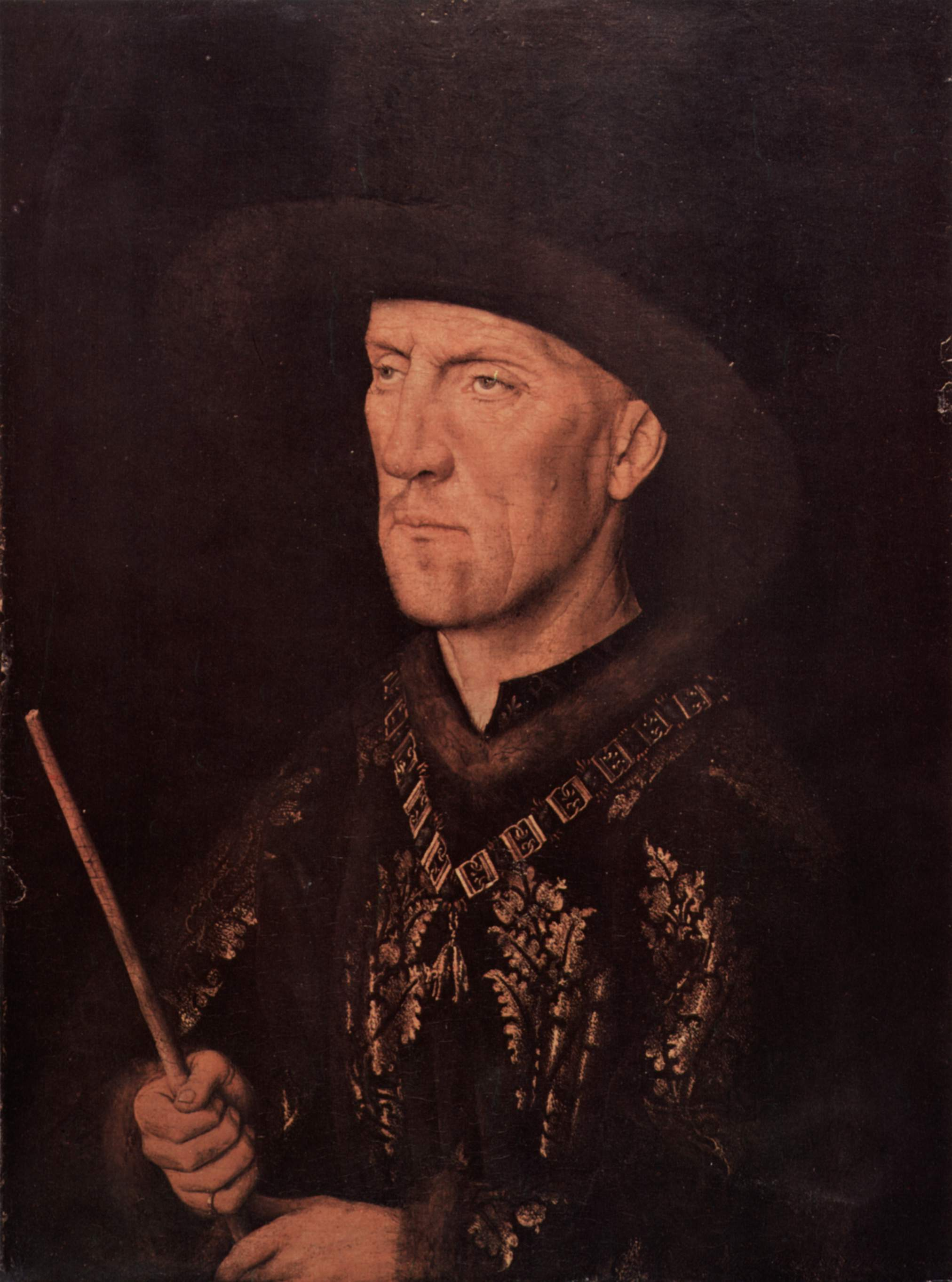
Jan van Eyck, retrat de Baudoin de Lannoy. (1435)
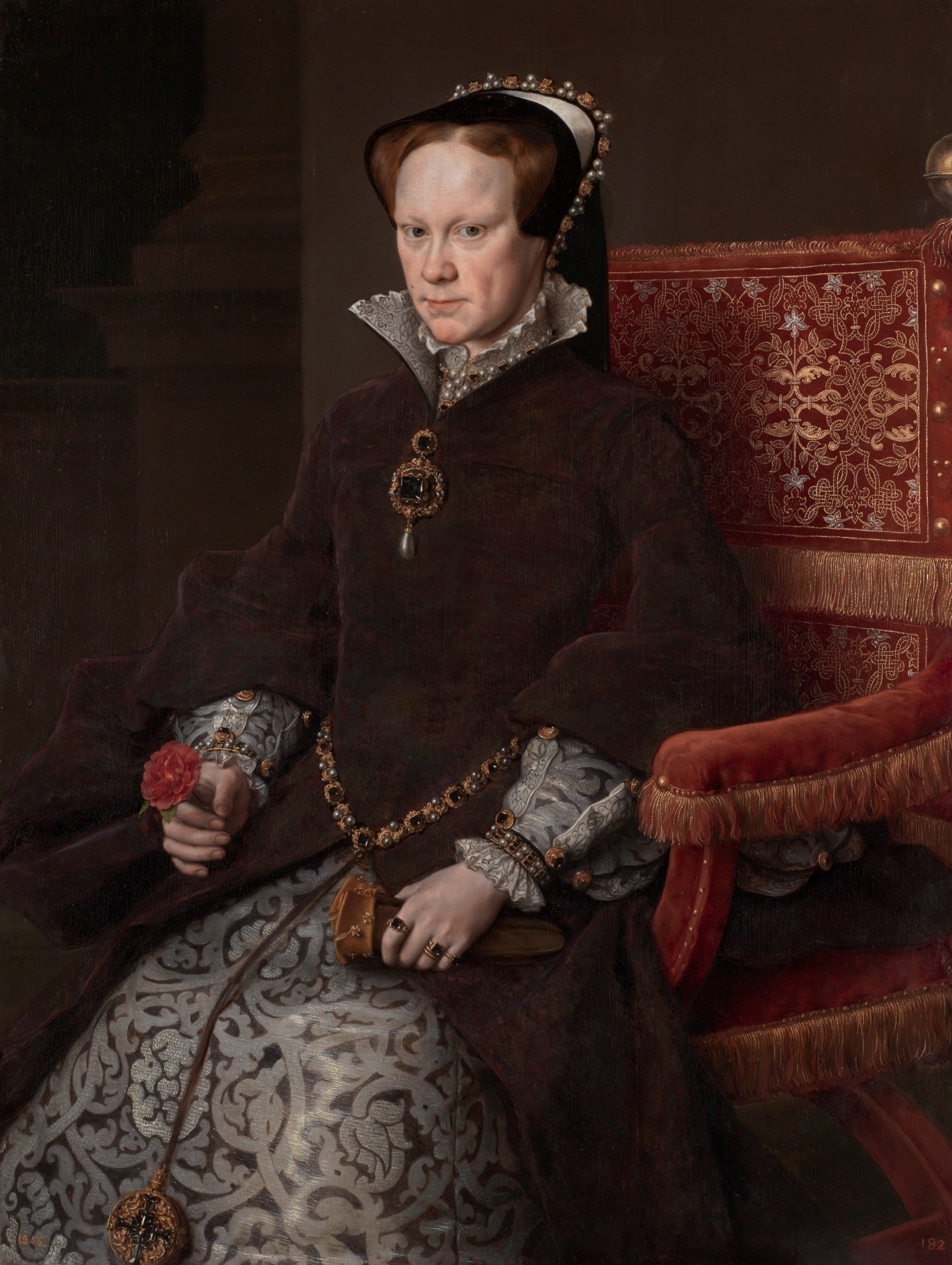
Maria I d'Anglaterra (1554)

### Història moderna

#### Segles XVII i XVIII
Els segles xvii i xviii van veure l'ús més gran del marró. Caravaggio i Rembrandt Van Rijn van utilitzar marrons per crear efectes de clarobscur, on el subjecte apareixia fora de la foscor. Rembrandt també va afegir ombra a les capes de terra de les seves pintures perquè afavoria un assecatge més ràpid. Rembrandt, a més, va començar a utilitzar un nou pigment marró, anomenat terra de Cassel o terra de Colònia. Aquest era un color natural de la terra compost per més del noranta per cent de matèria orgànica, com la terra i la torba. Va ser utilitzat per Rubens i Anthony van Dyck.

Autoretrat de Rembrandt. Com més gran Rembrandt es feia més marró utilitzava en les seves pintures.
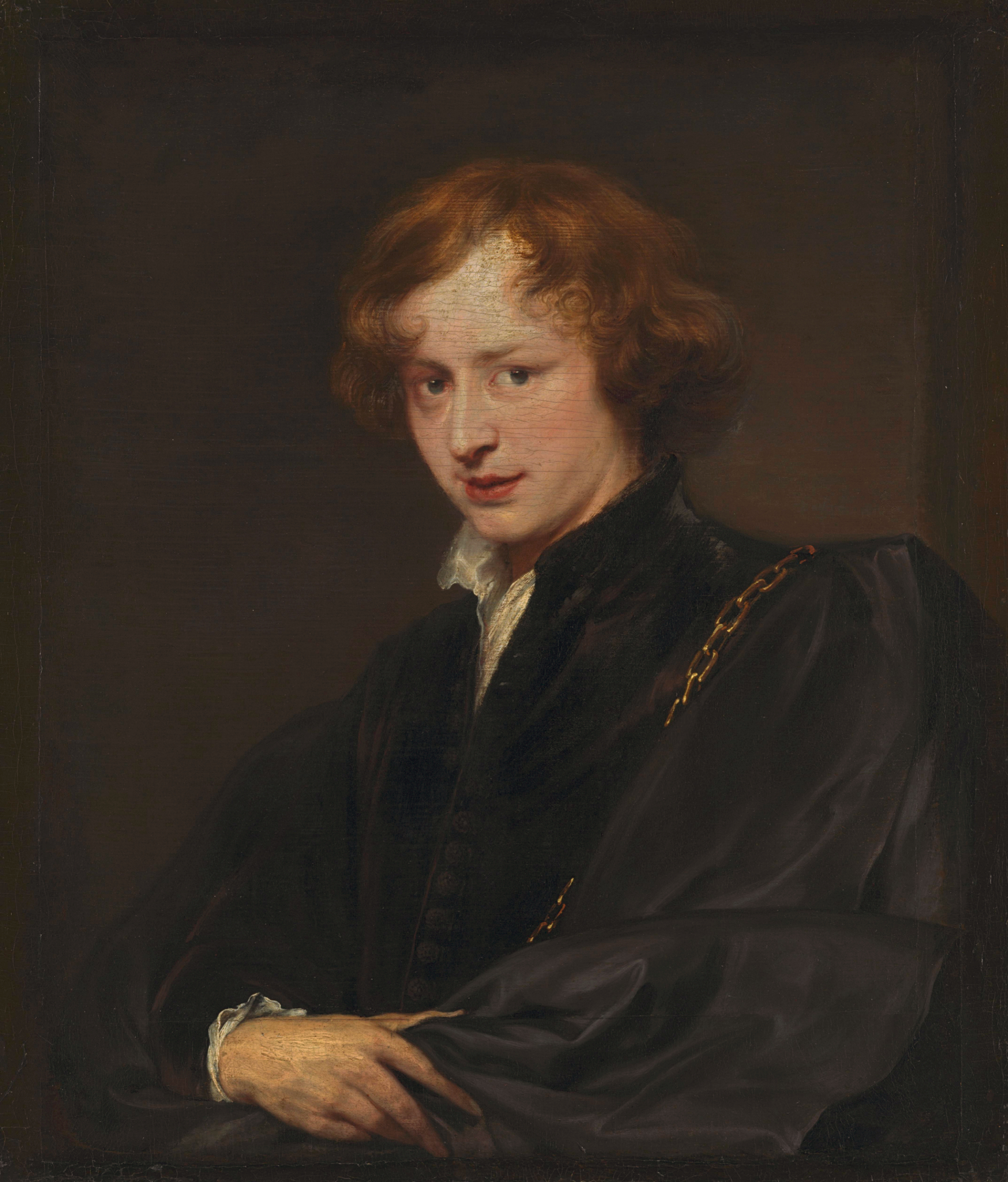
Anthony van Dyck, com Rembrandt, estava unit al pigment anomenat terra de Cassel o terra de Colònia.
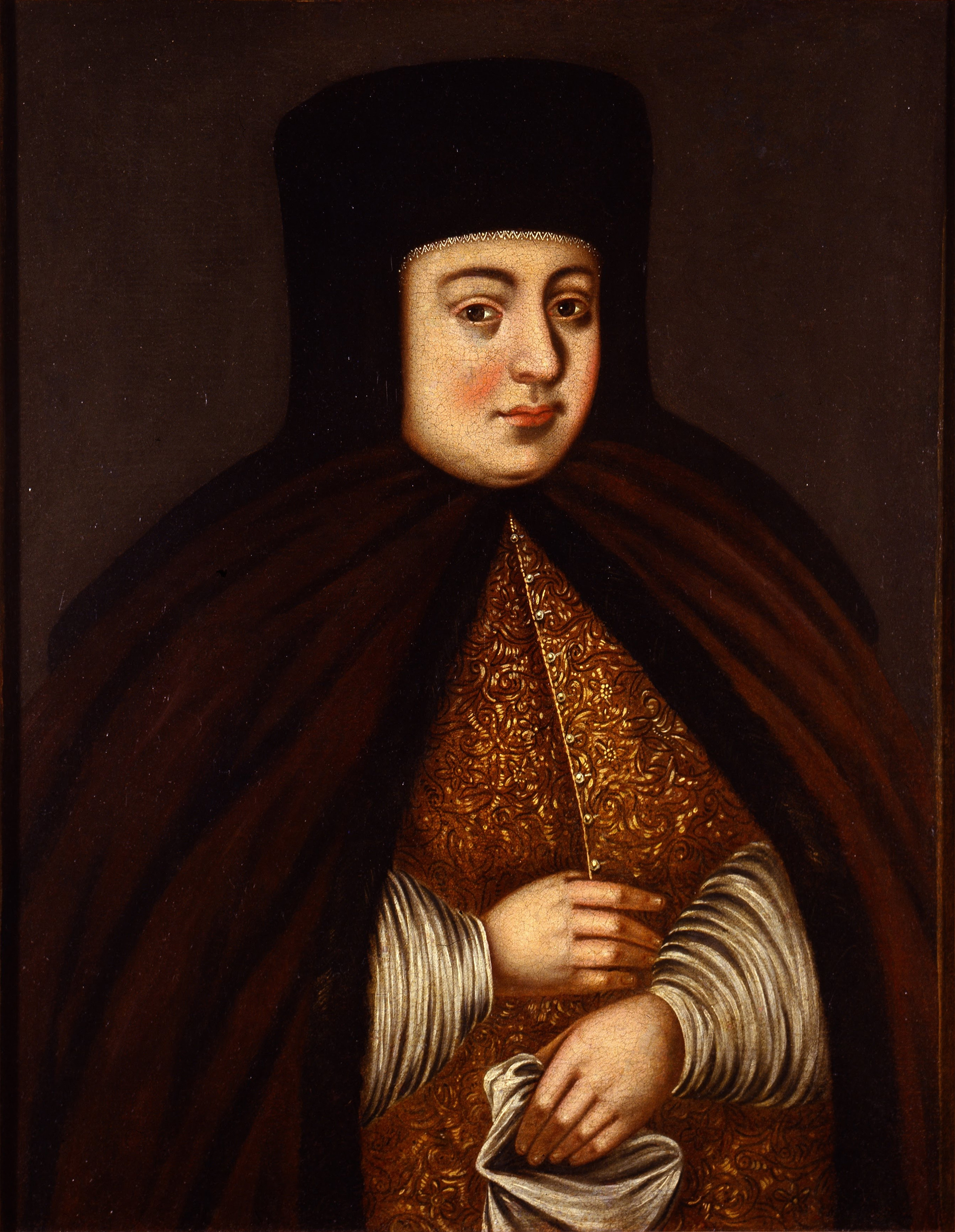
Natàlia Naríxkina, tsarina de Rússia (finals del segle xvii)

#### Segles XIX i XX
El marró era generalment odiat pels impressionistes francesos, que preferien colors brillants i purs. L'excepció entre els artistes francesos del segle xix va ser Paul Gauguin, que va crear retrats marrons lluminosos de la gent i els paisatges de la Polinèsia Francesa.
A finals del segle xx, el marró es va convertir en un símbol comú a la cultura occidental de senzill, barat, natural i saludable. Els dinars per emportar es portaven en bosses de paper marró; els paquets estaven embolicats amb paper marró normal. El pa moreno i el sucre moreno es consideraven més naturals i saludables que el pa blanc i el sucre blanc.

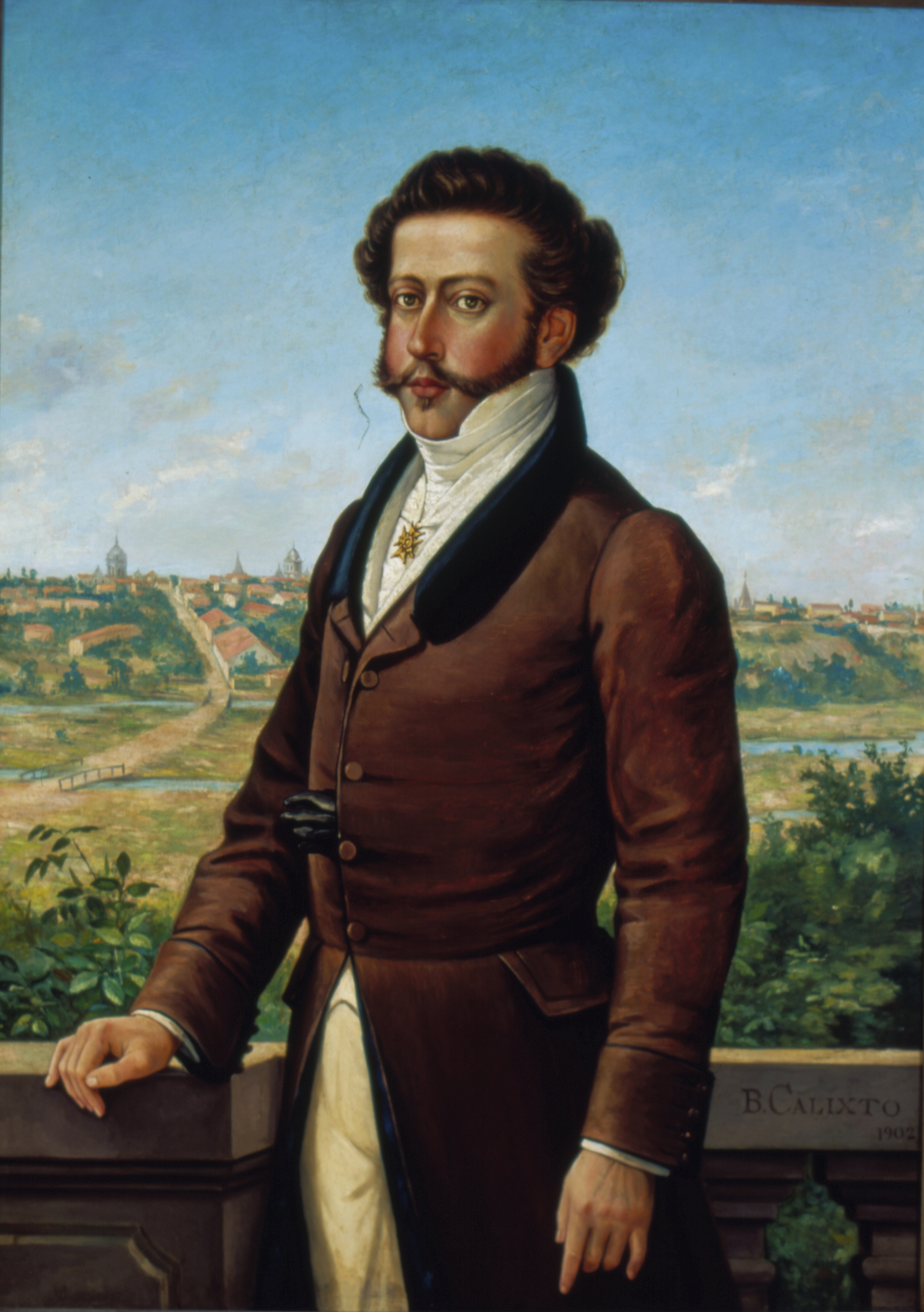
Pere de Bragança, príncep reial de Portugal i Brasil (més tard emperador Pere I del Brasil i rei de Portugal com a Pere IV), per Benedito Calixto (1822).
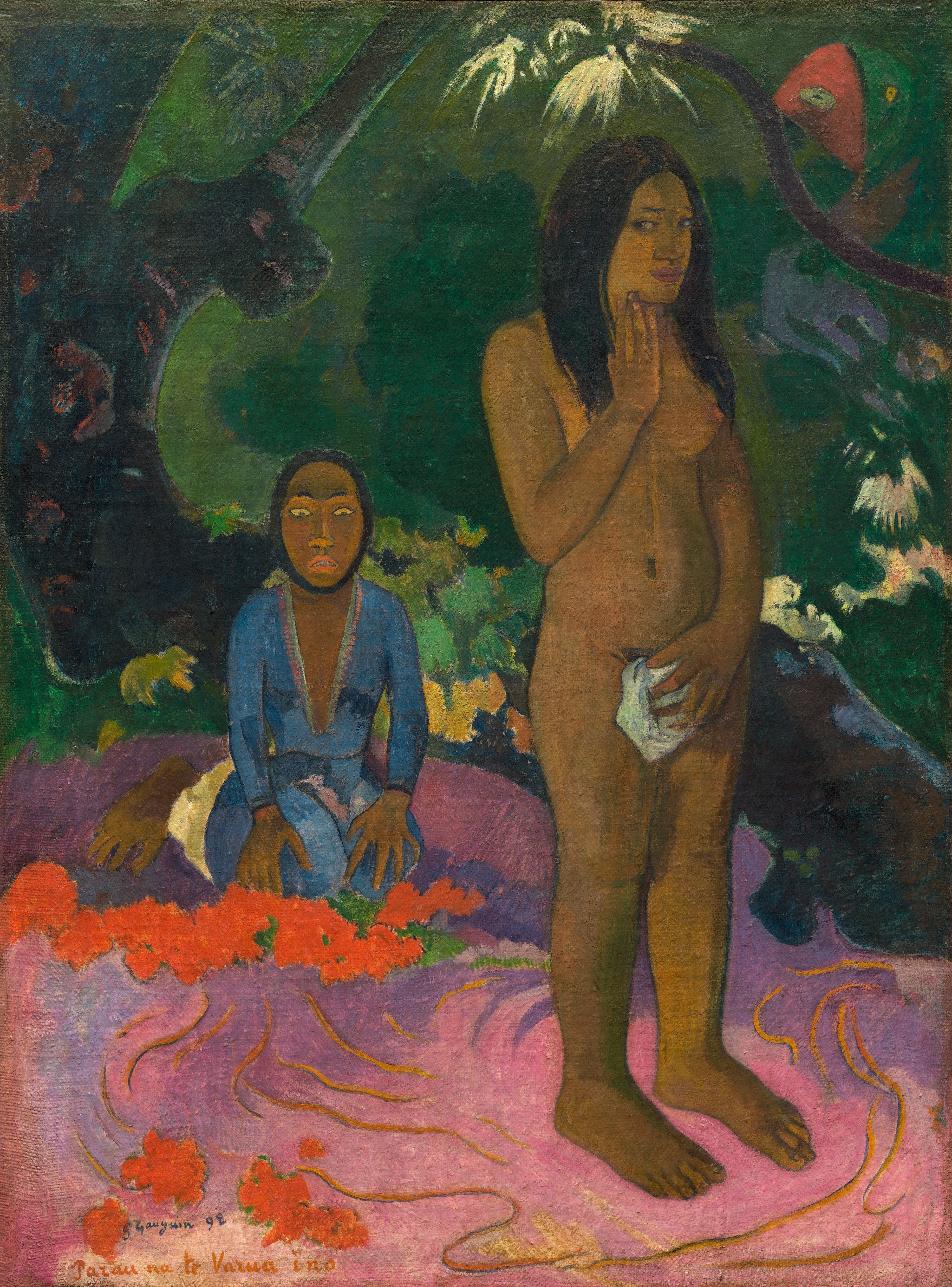
Paraules del diable, de Paul Gauguin (1892).
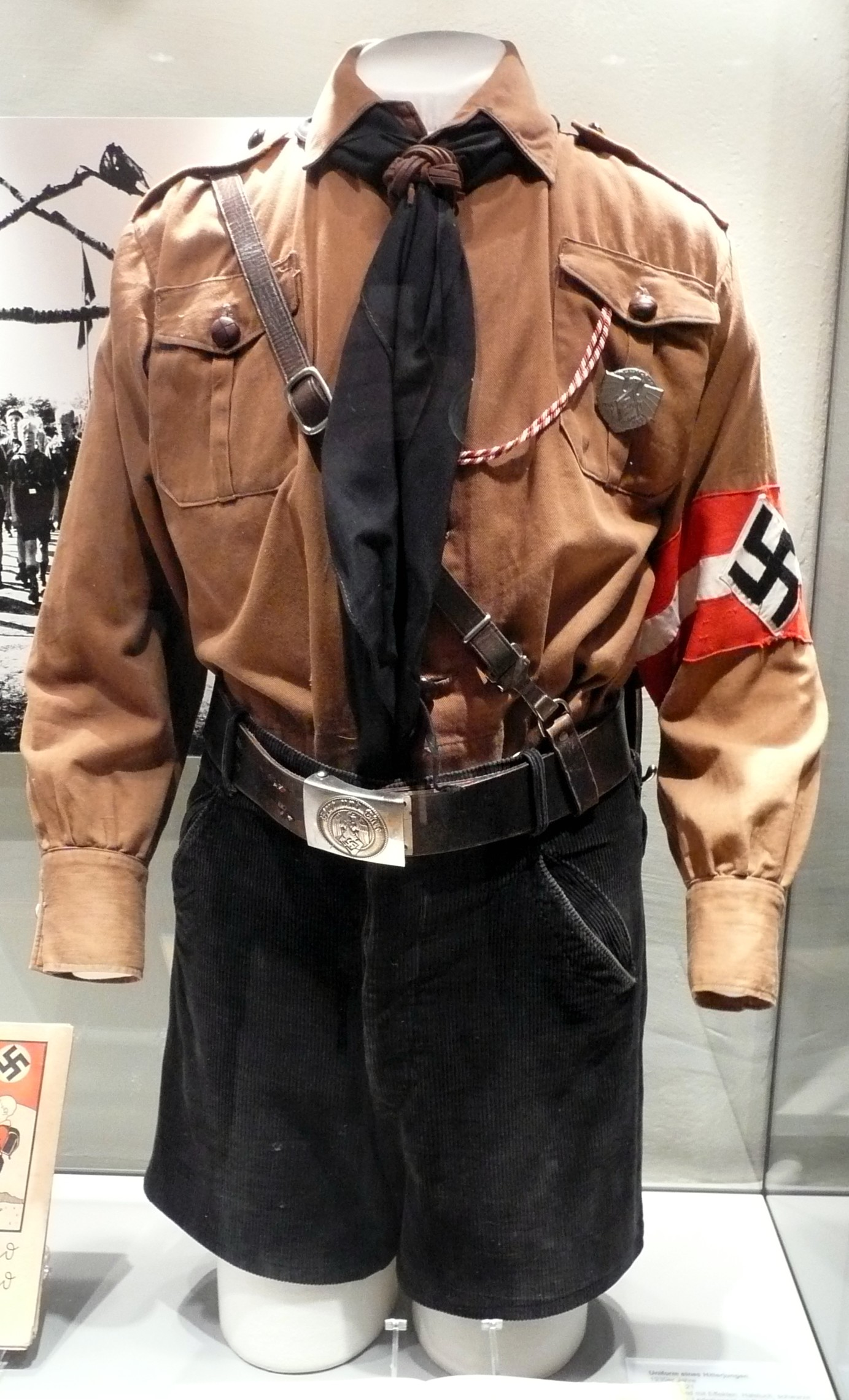
Uniforme de les Joventuts Hitlerianes als anys 30.